# Nabha (stato)
Lo Stato di Nabha fu uno stato principesco del subcontinente indiano, avente per capitale la città di Nabha.

## Storia

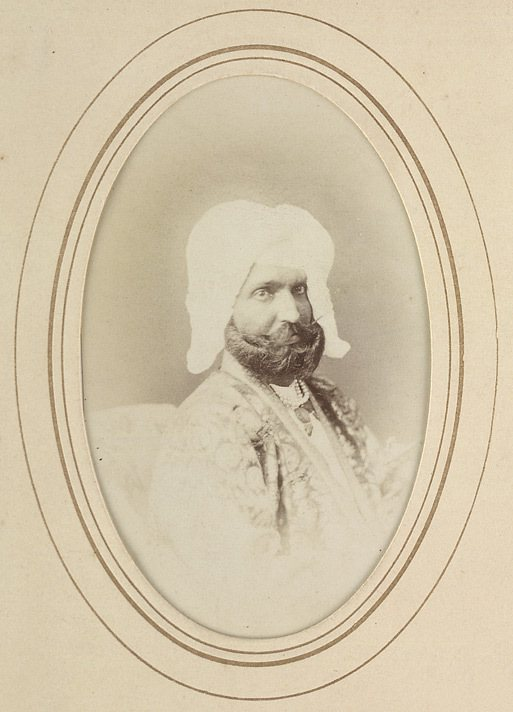
Sir Hira Singh, Raja di Nabha (c.1843-1911).

La famiglia si riteneva discendente da Bhatti, fondatore di Jaisalmer, e più precisamente dal suo terzogenito che lasciò i domini della famiglia a seguito di dissensi interni. I suoi discendenti furono nominati governatori dai Moghul nel 1526, ottenendo l'incarico in maniera ereditaria in seguito
Lo Stato venne istituito nel 1763, dopo la presa di Sirhind da parte della confederazione Sikh.
Nel 1809, con l'espansione del potere da parte di Ranjit Singh, lo Stato di Nabha passò sotto la protezione della Compagnia britannica delle Indie Orientali. Durante la rivolta dei sepoy del 1857 lo Stato rimase alletao dei britannici e il suo territorio fu ampliato in segno di ringraziamento.
Lo Stato entrò in un periodo di prosperità sotto il controllo di Hira Singh, il quale fece costruire la Nabha House a Delhi come sua residenza, oltre a una propria abitazione nel villaggio di Kurukshetra, situato di fronte al Sannihit Sarovar, una delle più importanti mete religiose locali
Nel 1947, con la partenza dei britannici dall'India, lo Stato scelse di entrare a far parte dell'Unione Indiana e venne unito con altri Stati per formare l'Unione degli Stati di Patiala e Punjab orientale. Successivamente divenne parte dell'attuale Stato del Punjab indiano.

## Governanti
I governanti dello Stato di Nabha dal 1911 portarono il titolo di Maharaja.

### Raja
- 1763 - dicembre 1783 Hamir Singh (m. 1783)
- dicembre 1783 - 21 maggio 1840 Jashwant Singh  (n. 1775 - m. 1840) 
  - dicembre 1783 - 1790 Desu Kaur Sahiba (f) -reggente  (m. 1790)
- 21 maggio 1840 - 18 settembre 1846 Devendra Singh  (n. 1822 - m. 1865)
- 18 settembre 1846 - 9 novembre 1863 Bharpur Singh  (n. 1840 - m. 1863)
- 18 settembre 1846 - ottobre 1856 Rani Mai Chand Kaur (f) -reggente
- 9 novembre 1863 - 31 maggio 1871 Bhagwan Singh  (n. 1842 - m. 1871)
- 31 maggio 1871 - 12 dicembre 1911 Hira Singh  (n. 1843 - m. 1911) (dal 29 luglio 1879, Sir Hira Singh)

### Maharaja
- 12 dicembre 1911 - 24 dicembre 1911 Sir Hira Singh
- 24 dicembre 1911 - 19 febbraio 1928 Ripudaman Singh (n. 1883 - m. 1942) 
  - 8 luglio 1923 - 19 febbraio 1928 .. -amministratore
- 19 febbraio 1928 - 15 agosto 1947 Pratap Singh (n. 1919 - m. 1995) (dal 1º gennaio 1946, Sir Pratap Singh)
- 19 febbraio 1928 - 5 marzo 1941 reggenti:
  - - Charles McIvor Grant Ogilvie (de facto, dal settembre 1923)
  - - Joseph Wilson-Johnston  (n. 1876 - m. 1933) (settembre 1923 - c.1928)
  - - Diwan Gyan Nath (c.1928 - novembre 1939)
  - - Edward Birkbeck Wakefield  (n. 1903 - m. 1969) (dal novembre 1939)